# MUSIC POWER PLAY
『MUSIC POWER PLAY』（ミュージック・パワー・プレイ）は、FMとやまにおける月間推薦曲およびパワープレイ曲を紹介するミニ番組である。

## 概要
「MUSIC POWER PLAY」という名前で推薦曲を紹介し始めたのは1995年4月からであるが、月間推薦曲自体はそれ以前から存在していた。当初は毎月邦楽1曲、洋楽1曲ずつを扱っていたが、現在は邦楽2曲、洋楽2曲の合計4曲を扱っている。
パワープレイ曲は昼や夕方のワイド番組で積極的に紹介されるほか、5分間（正確には3分50秒）の単独番組として放送したり、CM枠を利用してオンエア（20秒、30秒、40秒、60秒のバージョンがある）している。
5分版では曲の演奏時間が放送時間より短い場合、ACジャパンのCMやJFN共通ジングル（「♪You're listen to your favorite～ MUSIC POWER PLAY FROM FM TOYAMA」）のアレンジで穴埋めが行われる。
MUSIC POWER PLAYのジングルは2001年4月に一度変更されている。

## 5分版の放送時間
2025年4月現在。
| 曜日    | 放送時間      | 備考     |
| ------- | ------------- | -------- |
| 月 - 木 | 23:55 - 24:00 |          |
| 金      | 17:40 - 17:45 |          |
| 金      | 23:55 - 24:00 |          |
| 土      | 13:55 - 14:00 |          |
| 日      | 9:25 - 9:30   | [ 注 1 ] |
| 日      | 18:55 - 19:00 |          |
| 日      | 24:55 - 25:00 |          |